# Geoffrey Lower
Geoffrey Lower (ur. 19 marca 1963 w Casper) – amerykański aktor, znany głównie z roli pastora Timothy’ego Johnsona z serialu Doktor Quinn.

## Filmografia
Filmy pełnometrażowe
- 1993: A orkiestra grała dalej – dr David Simpson (niewymieniony w czołówce)
- 1994: Zesłany z nieba – Parker
- 1997: Krok w stronę raju
- 1998: Śmierć w obiektywie – Woody Warshawski
- 1999: Doktor Quinn – wielebny Timothy Johnson
- 1999: Lawina – Jay Weston
- 1999: Weeping Shriner  – Lance Thornton
- 2000: Gorzka melodia – Russell
- 2000: Housebound – Jarrid
- 2000: Więcej psów niż kości – policjant

Seriale telewizyjne
- 1986–1995: Matlock – Terry Landis (1993) (gościnnie)
- 1989–1993: Zagubiony w czasie – Montgomery (1993) (gościnnie)
- 1990–2000: Beverly Hills, 90210 – Gene (gościnnie)
- 1990–1992: The Trials of Rosie O’Neill – Udell Correy
- 1993–1998: Doktor Quinn – pastor Timothy Johnson
- 1993–2005: Nowojorscy gliniarze – Phil Carlson (gościnnie)
- 1994–2004: Przyjaciele – Alan (gościnnie)
- 1995: Hudson Street – Jay Gallagher (gościnnie)
- 1995–1998: Naga prawda – Edward Dane (gościnnie)
- 1998–2000: Stan wyjątkowy – Dennis Taggart (gościnnie)
- 2003: Agenci NCIS – komandor Robert Morris (gościnnie)